# GE C36ME
A GE C36ME era uma variante da locomotiva C30-7 fabricada pela GE, entre 1977 e 1979 para a Santa Fé e Conrail. Essas máquinas foram reformadas e modernizadas em 1999, sendo repotencializadas com um motor GE 7FDL de 3600 HP, que passaram a serem denominadas de GE C36M ou C36ME. Foram posteriormente alugadas da Union Pacific, recebendo a pintura padrão desta ferrovia.
São controladas por gabinetes de microprocessadores iguais as das GE C30-7 fornecidas para a MRS pela Gevisa, a partir da reforma de locomotivas U23C baixadas.
São utilizadas no Brasil em todos os trechos da MRS Logística, atuando preferencialmente nos trens de minério para exportação.

## 1º Lote
Ao todo 9 locomotivas modelo C36ME foram fornecidas pela Helm Financial (HLCX) em 2000 para a MRS sob a forma de leasing entre 2000 e 2001, sendo posteriormente adquiridas.
Essas maquinas foram a primeira remessa de locomotivas usadas adquiridas pela MRS no EUA, sendo desembarcadas no Porto do Rio de Janeiro e foram colocadas sobre truques de bitola larga de U23C anteriormente baixadas. Foram colocas em ordem de marcha e pintadas com o padrão da MRS durante a rebitolagem e revisões antes de sua entrega ao tráfego.
Essas maquinas foram alugadas a Ferronorte, durante o período de fevereiro a novembro de 2002, excetuando a 3803 São Joaquim que sofreu um acidente na serra do mar com uma Dash-9 #9041 em maio de 2002, sendo devolvida em janeiro de 2003. Este acidente vitimou o maquinista, o ajudante e deu baixa na Dash-9, além de 55 vagões que ficaram inutilizados. 
Sete das locomotivas chegaram com a pintura padrão da Union Pacific, mas com o nome Union Pacific ou apagado ou pintado com uma faixa vermelha e com a inscrição nas laterais Reporting Mark feita pela Helm Financial (HLCX). As maquinas chegaram dos EUA com os seguintes números: 565, 566, 574, 579, 585, 593, 596, 599 e 6901. As outras duas unidades chegaram sem as inscrições "Union Pacific", a 585 e a 6901, esta última com grandes letras "HLCX" nas laterais. 
As 565, 566, 574, 579, 585 e 596 originalmente eram da ATSF. Exceto a 565, as demais também trabalharam na Conrail, como CRL e depois CR. As máquinas 593 e 599 originalmente eram da Conrail.

## 2º Lote
As locomotivas do segundo lote, vieram em 2004 com a pintura da Union Pacific sendo numeradas de 3860 a 3885, porém, nenhuma foi repintada durante a rebitolagem e sendo entregues ao tráfego com a pintura original, apenas adesivada MRS, por isso o apelido Rayovac, em referência a famosa pilha elétrica. A partir de 2007 essas locomotivas foram pintadas nas cores da MRS.